# LAV 3 (Bélgica)
La LAV 3 es una línea ferroviarìa belga de alta velocidad que conecta Lieja con la frontera alemana. Tiene 56 km de longitud de los cuales 42 km son de nueva construcción y 14 km corresponden a líneas modernizadas. Su construcción finalizó en 2007 pero su explotación comercial se inició el 12 de junio de 2009 luego del proceso de prueba y homologación. Puede decirse que junto con la LAV 2 forman la "pata este" de la red ferroviaria belga de alta velocidad.
Junto con la LAV 2 y la LAV 1 (Bruselas-frontera francesa) ha disminuido sensiblemente los tiempos de viajes desde Bruselas y París a Alemania. La LAV 3 es usada por trenes Thalys e  ICE como así también por trenes nacionales InterCity.

## Ruta
El trazado comienza en Lieja hacia el este por la línea "clásica" que ha sido modernizada para circular hasta 160 km/h. En Chênée comienza la línea de alta velocidad propiamente dicha, que es de nueva construcción y admite velocidades de entre 220 y 250 km/h. Poco después de Walhorn la trazado retorna a la línea "clásica" que ha sido habilitada para circular hasta 160 km/h, atraviesa el viaducto Hammerbrücke (enteramente reconstruido como parte del proyecto) y 2 km más adelante llega a la frontera con Alemania.
Más allá de la frontera los trenes pueden circular por líneas modenizadas existentes hacia la cercana ciudad de Aquisgrán.

## Estaciones
La estación Liège-Guillemins de Lieja ha sido construida para poder recibir trenes Thalys y servicios nacionales InterCity. El diseño de la estación fue hecho por el arquitecto español Santiago Calatrava.

## Construcción

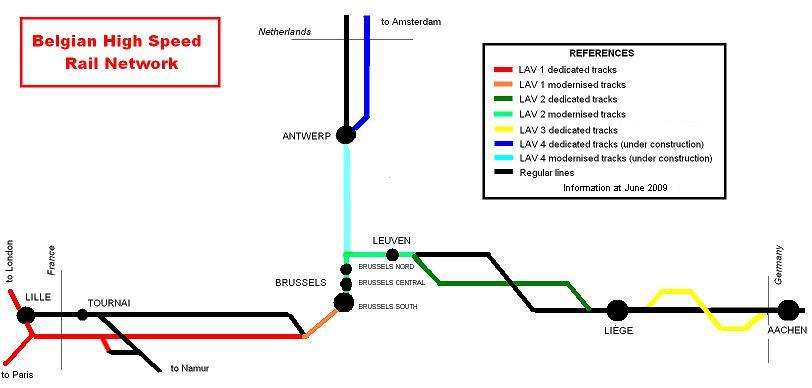
Mapa esquemático de la red belga de alta velocidad a junio de 2009. (Fuente web site www.sncb.be)

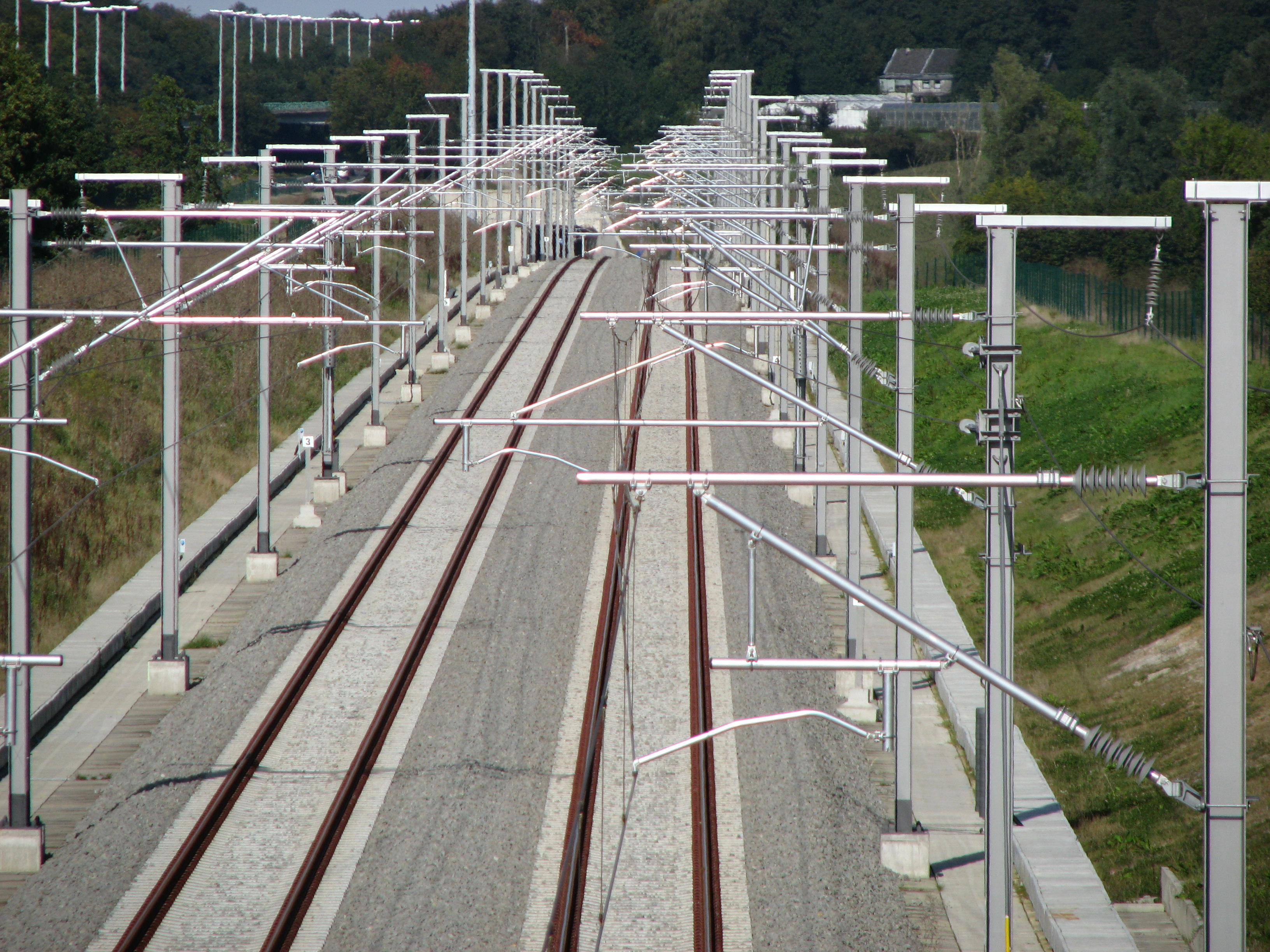
LAV 3 cerca de Walhorn.

La obra más interesante de la línea es el túnel de 6505 m en Soumagne, que se ha convertido en el túnel ferroviario más largo de Bélgica. La velocidad dentro del mismo está limitada a 200 km/h. El túnel fue construido entre 2001 y 2005.